# Alchemilla polatschekiana
Alchemilla polatschekiana é uma espécie de rosácea do gênero Alchemilla, pertencente à família Rosaceae.